# Bernie Sanders
Bernard „Bernie“ Sanders (* 8. září 1941 Brooklyn) je americký politik, nezávislý senátor za stát Vermont, který v roce 2016 neúspěšně kandidoval na prezidenta USA za Demokratickou stranu a nakonec se vzdal kandidatury ve prospěch Hillary Clintonové. Prezidentskou kandidaturu do voleb 2020 vzdal poté, co se stalo zřejmým, že v Demokratické straně nezíská dostatečnou podporu.
Považuje se za progresivního demokratického socialistu a sociálního liberála inspirujícího se skandinávským modelem sociální demokracie. Podle Noama Chomského je jeho program velmi podobný plánu New Deal.

## Životopis

### Mládí
Narodil se v New Yorku Eli Sandersovi a Dorothy Glassbergové. Jeho otec byl chudý židovský imigrant, který se do Ameriky dostal z Polska, zatímco zbylí členové jeho rodiny se stali obětí holocaustu; jeho matka stejně jako on se narodila do židovské rodiny v New Yorku.

### Studia
Absolvoval základní školu P.S. 197, James Madison High School, poté se dostal na Brooklyn College, ze které přestoupil na University of Chicago, kde vystudoval politické vědy. Přestože o politiku se zajímal od dětství, na univerzitě tento zájem ještě posílil a začal se více zajímat o lidská práva (politika nenásilí, účastnil se různých protestů za lepší pracovní podmínky dělníků nebo proti rasismu) a politiku – angažoval se v Socialistické straně Ameriky.

### Rodinný život
Dvakrát se oženil: poprvé za Deborah Shilingovou (1964–1966), v roce 1988 si vzal Jane O'Meara Driscollovou, s kterou žije dodnes. Svou manželku vzal na svatební cestu do Sovětského svazu, kde navštívili Jaroslavl, sesterské město Burlingtonu, kterého byl starostou, Leningrad a Moskvu, včetně Leninova mauzolea na Rudém náměstí. Sanderse zde dle vlastních slov zaujal systém všeobecného zdravotního pojištění a dostupnost bydlení. Po svém návratu vyzval, aby obě země (Spojené státy a Sovětský svaz) „převzaly to nejlepší z obou svých systémů a navzájem se od sebe učily“, právě v souvislosti s dostupností bydlení a zdravotní péče.

### Politická kariéra
Mezi lety 1981 a 1989 byl nezávislým starostou města Burlington. V roce 1990 byl zvolen do dolní sněmovny kongresu Spojených států za Vermont, kde sloužil do roku 2007, kdy se stal senátorem za tento stát.
Byl kritizován za svoje pozitivní komentáře o Castrově Kubě. Sanders byl proti podpoře protivládních povstalců Contras v Nikaragui, které v 80. letech ilegálně vyzbrojovala Reaganova administrativa. V roce 1985 navštívil Nikaraguu, aby oslavil šesté výročí tzv. sandinistické revoluce, při které byla svržena Somozova pravicová diktatura. Zde se sešel s marxistickým revolucionářem a vůdcem sandinistické revoluce Danielem Ortegou. Kritizoval Spojené státy, že během studené války podporovaly nedemokratické pravicové režimy a vojenské junty v zemích jako Chile, Írán nebo Salvador. V roce 1972 před studenty ve Vermontu při projevu, během něhož kritizoval válku ve Vietnamu, přirovnal americkou zahraniční politiku v souvislosti s jejím intervencionismem k agresivní politice Adolfa Hitlera. Během Gorbačovovy perestrojky v roce 1988 navštívil Sovětský svaz a v roce 1989 navštívil Kubu, kde chválil bezplatnou zdravotní péči a bezplatné školství. Byl odpůrcem americké invaze do Iráku v roce 2003. Podepsal dopis, ve kterém podpořil venezuelského prezidenta Huga Cháveze.

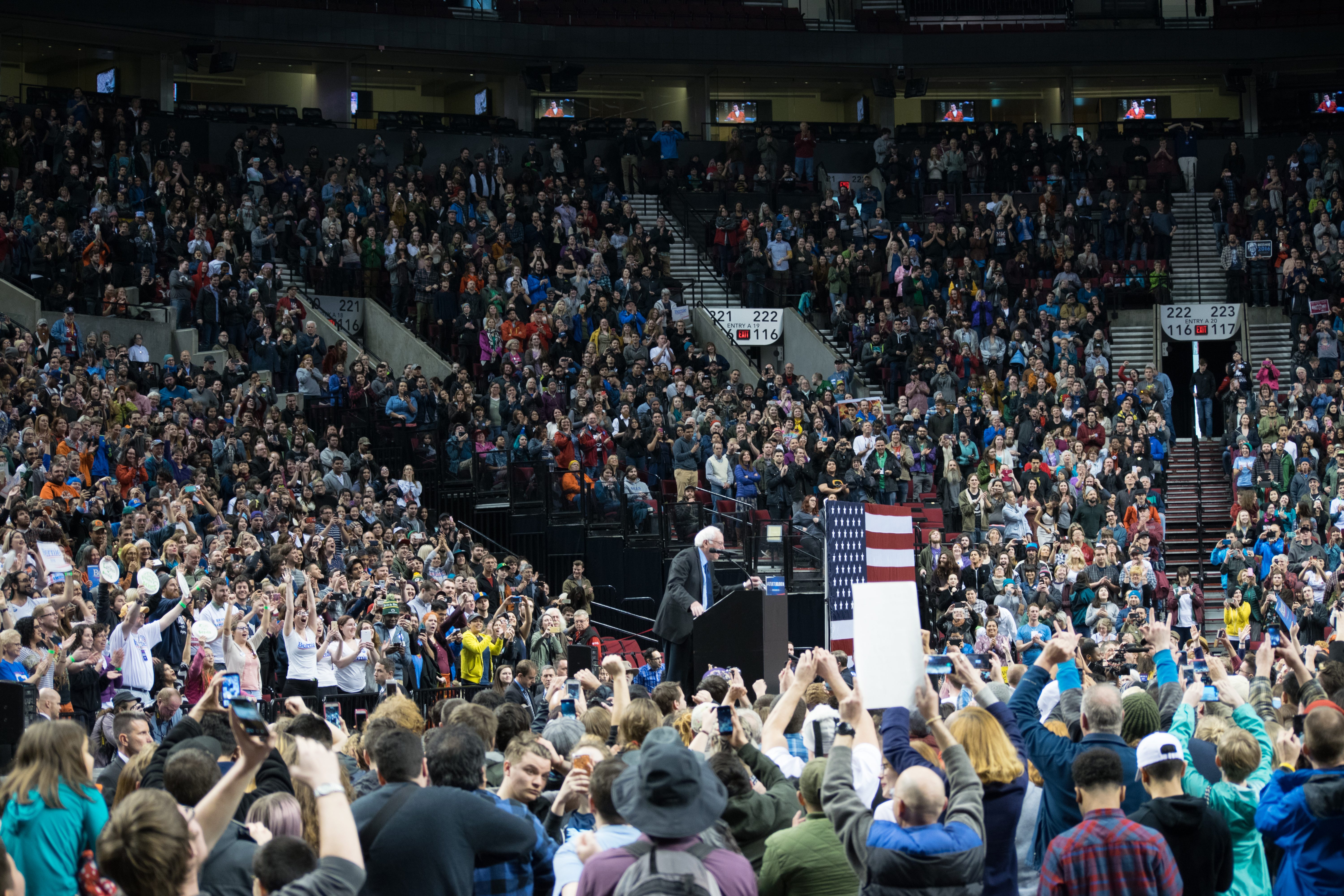
Sanders během prezidentské kampaně v Portlandu v Oregonu v březnu 2016

Sanders během roku 2015 rozběhl svou prezidentskou kampaň. V primárkách za demokratickou stranu se utkal o nominaci s mnohem známější a médii favorizovanější Hillary Clintonovou, zejména poté, co třetí kandidát, Martin O'Malley, odstoupil. Clintonová měla na začátku roku 2015 obrovskou převahu, která čítala 60 %, Sanders se k ní ale v preferencích přibližoval a v primárkách ve státě Iowa ještě zaostal o 0,3 %, v New Hampshire již nad ní zvítězil o rozhodných 14 % hlasů (56:42). Od konce roku 2015 si vedl vždy o několik procentních bodů lépe než Clintonová v anketách (např. od skupiny RealClearPolitics) zkoumajících preference v hypotetických duelech vybraných demokratických a republikánských kandidátů. V září 2015 v průzkumech porazil favorizovanou Hillary Clintonovou ve Vermontu, Iowě a New Hampshire a do ledna 2016 si preference udržel a dokonce posílil. Později však začal ztrácet v jižních státech USA jako Texas nebo Florida.Skupina, u které si trvale nevedl dobře, byli bohatí s ročním příjmem 200 tisíc dolarů a více, Afroameričané a lidé starší 55 let. Bernie Sanders (v souladu s jeho postojem k penězům v politice) odmítal stotisícové příspěvky politickým skupinám na jeho zvolení (respektive žádné takové nemá). K dubnu 2016 měl šest milionů příspěvků od voličů o průměrné hodnotě 27 dolarů. Zpravodajská média mu věnovala přibližně 6× méně prostoru než Hillary Clintonové a 16× méně prostoru než Donaldu Trumpovi.
Dne 19. prosince 2016 obdržel během volby amerického prezidenta hlasy celkem tří volitelů, a to z Havaje, Minnesoty a Maine. Započítán byl oficiálně pouze hlas havajského volitele, čímž se Bernie Sanders stal zároveň prvním demokratickým socialistou, který v USA hlas volitele kdy získal.
Po neúspěšné kandidatuře se Sanders nepřestal angažovat v politice. Již týden po zvolení Donalda Trumpa prezidentem vydal knihu Our Revolution, která se hned po vydání umístila na třetím místě v seznamu bestsellerů The New York Times. V témže roce založil také stejnojmennou organizaci, která má za cíl vzdělávat voliče, zahrnovat je do politického procesu a nabírat potenciální kandidáty do volných úřadů.
V roce 2018 důrazně zkritizoval průběh války v Jemenu a intervenci vedenou Saúdskou Arábií a v Senátu vznesl návrh na ukončení americké podpory Saúdské Arábie. Jeho návrh získal pozornost zejména po vraždě Džamála Chášukdžího, kterou údajně nařídil saúdský korunní princ Mohamed bin Salmán. Po vypuknutí politické krize ve Venezuele odmítl uznat venezuelského opozičního politika a předsedu Národního shromáždění Juana Guaidá jako legitimního prezidenta Venezuely. Na dotaz novinářů, jestli Nicoláse Madura považuje za diktátora neodpověděl, přičemž však kritizoval jeho násilné potlačování demonstrací a vyslovil se pro svobodné volby, které se nicméně dle Sanderse musí konat bez americké vojenské intervence jako se tomu v minulosti stalo v mnoha zemích jižní a latinské Ameriky, například v Chile, Brazílii, Dominikánské republice nebo Guatemale.
V únoru 2019 prohlásil, že hodlá opět kandidovat na prezidenta Spojených států za Demokratickou stranu během voleb prezidenta USA 2020 a očekává se, že bude jedním z nejvýznamnějších kandidátů. Sloganem jeho kampaně je „Ne já. My.“ Podporu má zejména mezi mladými lidmi, Afroameričany a Hispánci. Sanders byl kritizován za chování některých svých stoupenců na internetu. V reakci na kritiku Sanders vyslovil domněnku, že jeho stoupence mohou napodobovat internetoví trollové řízení z Ruska. Sandersovo obvinění, že za špatnou reputaci jeho stoupenců je zodpovědné Rusko, ale odmítl Twitter, který podrobně monitoruje chování na sociálních sítích a ze strany Ruska žádné podobné snahy nezaznamenal.

## Postoje
Bernie Sanders své postoje zveřejnil na svých stránkách.

### Sociální témata
V rámci sociálních témat se Sanders profiluje jako progresivní sociální liberál, který věří v rovnost všech lidí. V rámci své kampaně klade velký důraz na ekonomickou a sociální nerovnost ve Spojených státech.

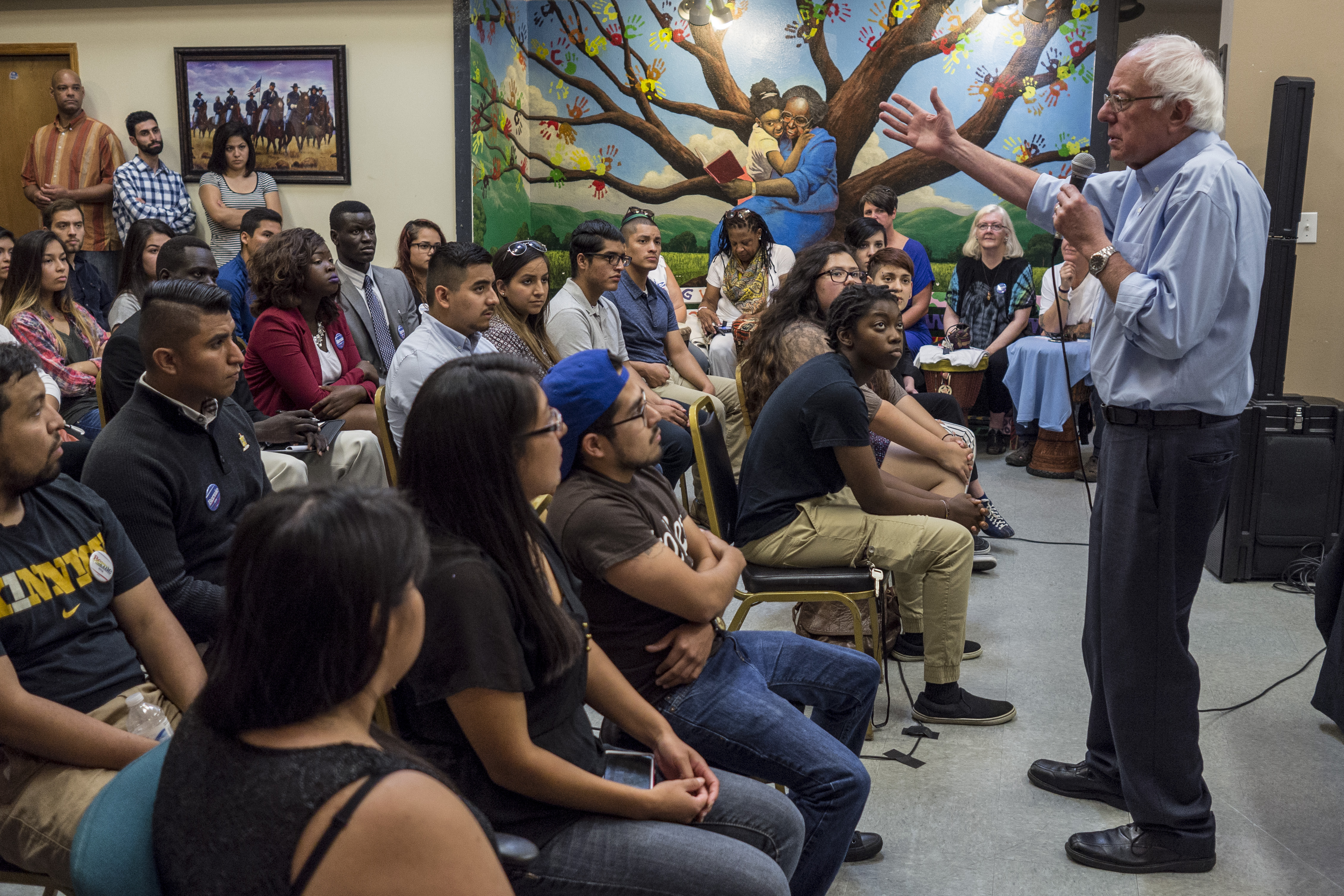
Sanders během prezidentské kampaně v Des Moines v Iowě v září 2015

#### Zdravotní péče
Je horlivým stoupencem všeobecné zdravotní péče. Bez žádného zdravotního pojištění je totiž okolo 28 milionů Američanů a Sanders proto prosazuje „Medicare for All“, tedy plošné, státem spravované zdravotní pojištění pro všechny Američany, podobné systému zdravotního pojištění v evropských zemích. Obhajuje snížení nákladů na léky, které jsou vysoké, protože zůstávají pod patentem mnoho let. V roce 2012 představil zákon nabízející farmaceutickým společnostem velké finanční částky na rozvoj nových inovativních léků proti AIDS. V jeho koncepci je chápana zdravotní péče jako právo, nikoli privilegium, stát z daní zajistí každému Američanu základní verzi léků pro každou oblast. Paralelně s tím mohou pro majetnější a náročnější pacienty existovat soukromé kliniky, péče, sanatoria atd. Stejnou pozornost podle Sanderse zasluhuje též psychické zdraví.

#### Vzdělání
Podporuje zvyšování podpory pro studenty na veřejných vysokých školách. Inspirací pro něj jsou vysoké školy v západní Evropě. V případě zvolení bude usilovat o anulování studentských úvěrů z vysokých škol a univerzit (které běžně dosahují stovek tisíc dolarů). Studentské dluhy má 45 miliónů Američanů. Sanders vzdělání považuje za podstatné pro společnost natolik, že se zavázal zajistit ho každému americkému dítěti nezávisle na rase/etnicitě či ekonomické a společenské třídě.

#### Sociální spravedlnost

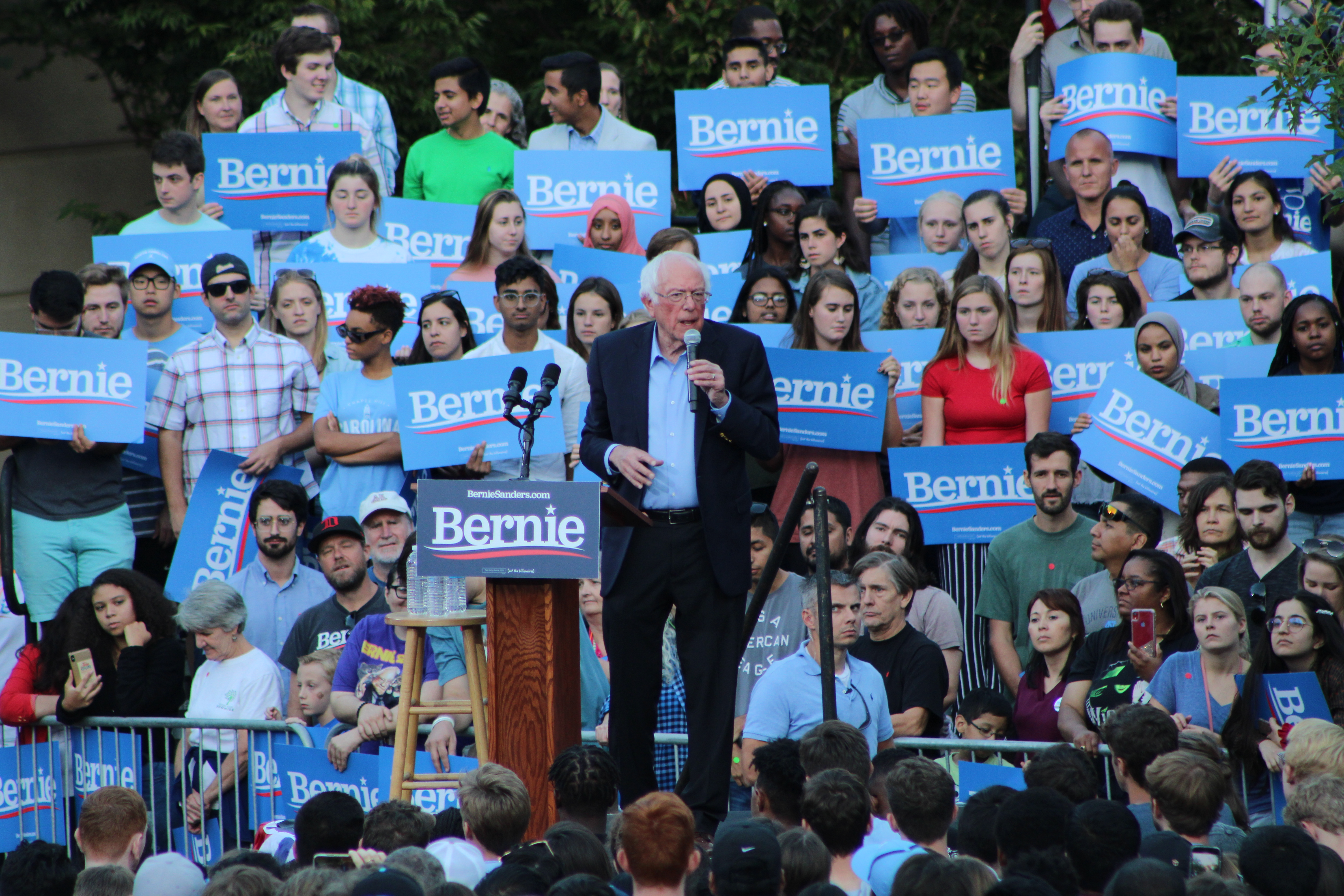
Sanders v Chapel Hill v Severní Karolíně v září 2019

Sandersovy zdravotní reformy se též (v případě jeho zvolení) zaměří na eliminaci rasové nerovnosti (neproporcionální strádání minorit při hrazení zdravotní péče vůči majoritnímu bělošskému etniku). Též se bude věnovat zmírnění ekonomické nerovnosti založené na pomoci sociálně znevýhodněným skupinám (např. podporou afirmitivní akce v zaměstnání a ve vzdělání).
Dále chce Sanders mj. ukončit válku proti drogám, legalizovat užívání marihuany, ukončit proziskové věznice a kauce ryze prostřednictvím peněz, zrušit trest smrti, radikálně zreformovat tzv. propadnutí civilního majetku (umožňující policii zabavit majetek volně asociovaný se zločinem), radikálně zreformovat policii (např. trénink, zhodnocení a deeskalaci situace), znemožnění diskriminace zaměstnavatelů dle trestní historie.

#### Změna klimatu
Je hlasitým zastáncem existence problému antropogenního globálního oteplování a nutnosti jeho řešení. Spolu se senátorkou Barbarou Boxer představil zákony o snížení znečištění z roku 2007 a globálním oteplování z téhož roku. Opatření by poskytla finanční prostředky na výzkum a vývoj geologického ukládání oxidu uhličitého, nastavila emisní normy pro nová vozidla a kladla důraz na obnovitelné pohonné hmoty. Také je hlasitým podporovatelem plánu Green New Deal.

#### LGBT práva

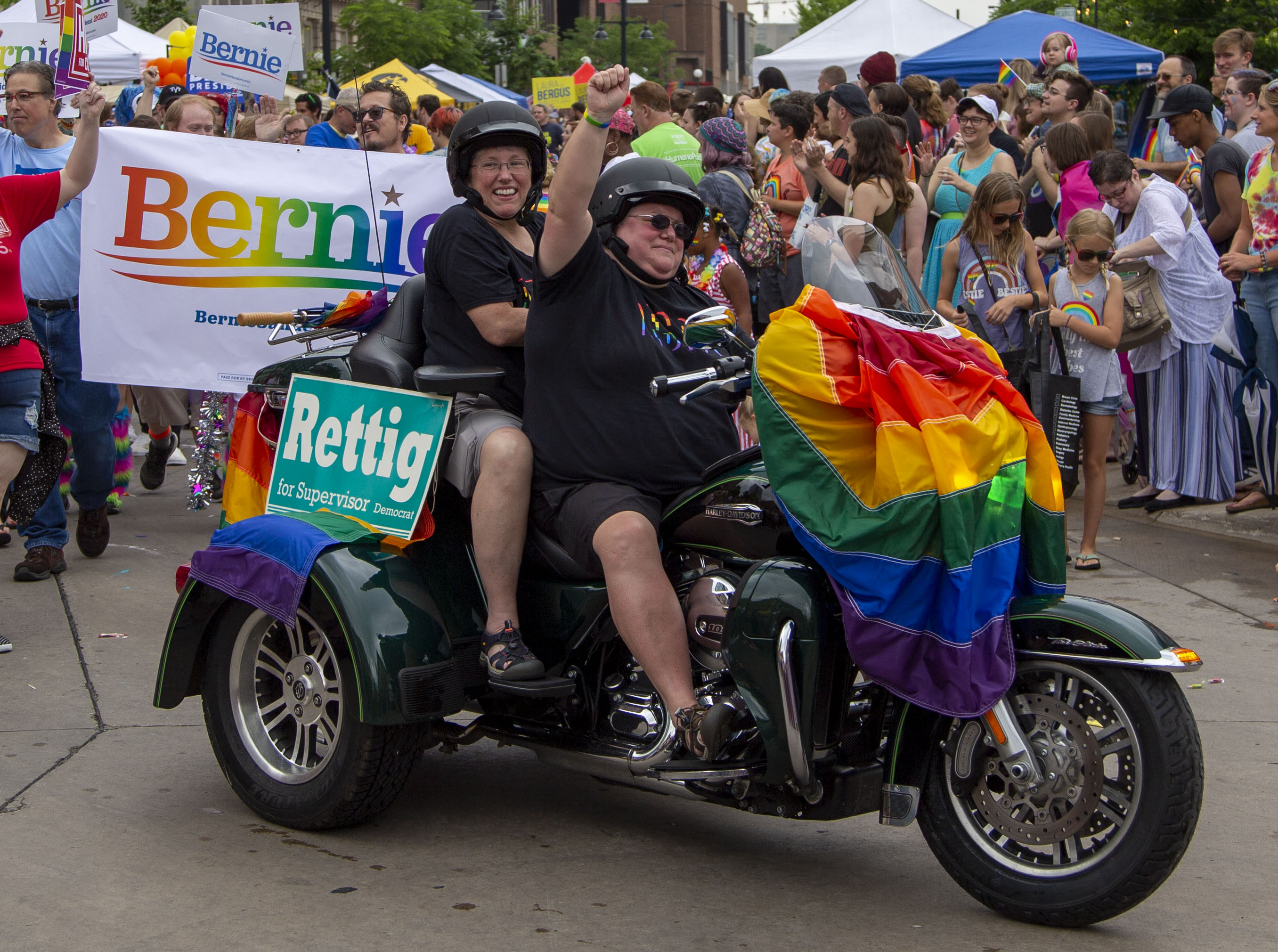
Stoupenci a stoupenkyně Bernieho Sanderse během průvodu hrdosti v Iowa City v červnu 2019

Bernie Sanders, jakožto sociální liberál, podporuje LGBT práva a manželství osob stejného pohlaví. Chce dále upevnit (převážně již existující) antidiskriminační zákony na federální úroveň. Proponentem LGBT hnutí je již od přelomu 60./70. let 20. století.

#### Volební zákony
Sanders chce usnadnit proces voleb – obnovit zákon Voting Rights Act a zrušit zákony označované jako Voter ID, naopak zajistit automatickou registraci pro voliče starší 18 let (oproti dnešní registraci až 6 měsíců dopředu pro konkrétní stranu) a učinit den prezidentských voleb dnem volna.

#### Střelné zbraně
Sanders chce pro koupi střelné zbraně zavést důkladný prověřovací proces, zacelit „legální kličku“ umožňující koupi zbraní na přehlídkách zbraní, „zkrocení“ organizace NRA (National Rifle Association) a jejího vlivu na politiky prostřednictvím milionových příspěvků na kampaně, zakázat útočné válečné zbraně a vysokokapacitní zásobníky a uskutečnit rozsáhlý zátah na překupníky zbraní pro zločince.

#### Veteráni

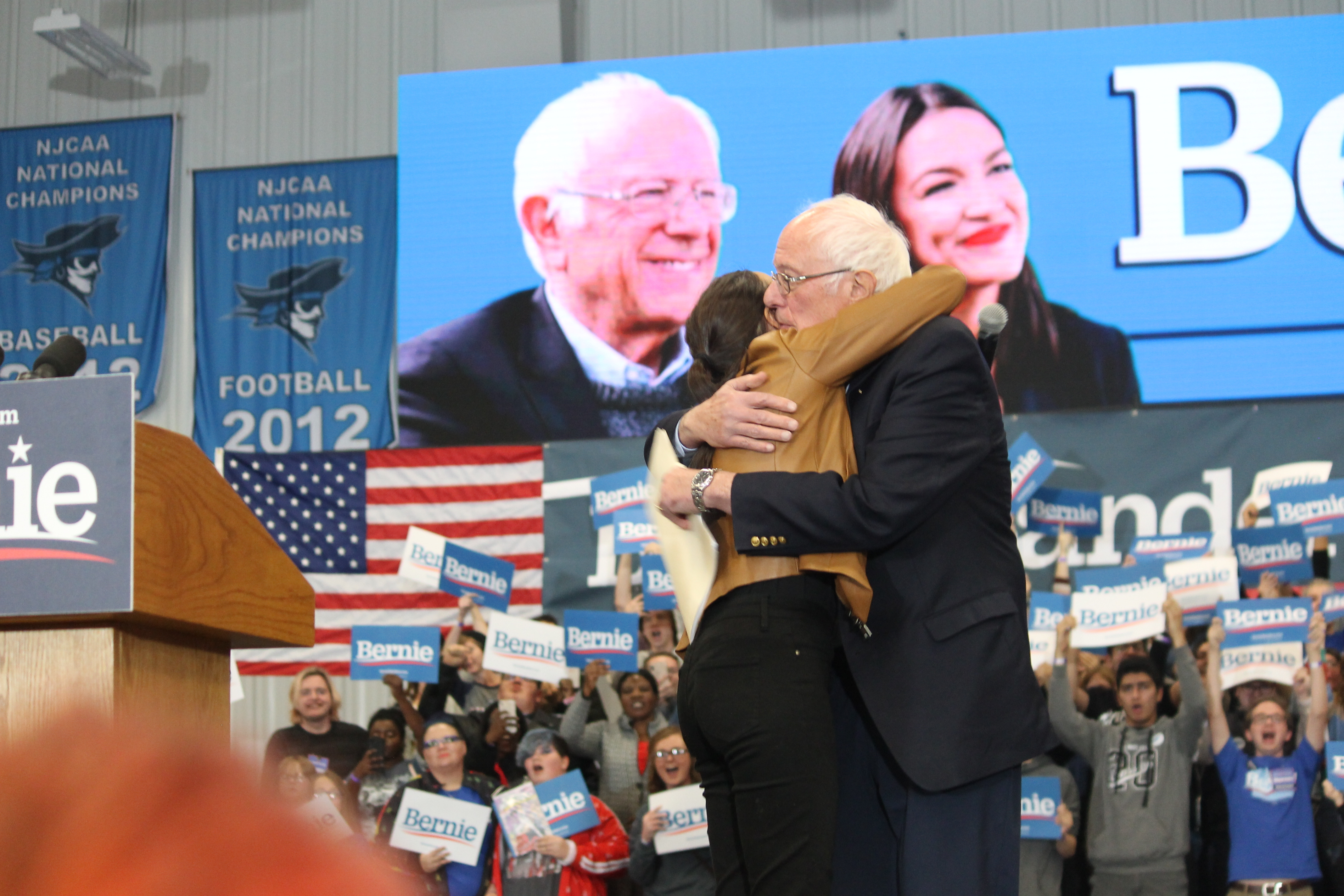
Sanders a Alexandria Ocasio-Cortezová v listopadu 2019

Sanders v roce 2014 získal cenu sdružení důstojníků Ameriky Col. Arthur T. Marix Congressional Leadership Award za jeho práci na podpoře veteránů.

#### Jaderná energie
V návaznosti na havárii japonských jaderných elektráren v roce 2011 vyzval k moratoriu k licencování nových elektráren a přelicencování těch starých ve snaze zpomalit tzv. jadernou renesanci v USA. Napsal prezidentu Obamovi žádost o vytvoření zvláštní komise k přezkoumání bezpečnosti jaderných elektráren. Tvrdí, že by jaderný průmysl měl mít povinnost se pojistit proti nehodám.

### Ekonomická témata
Z hlediska ekonomických témat klade velký důraz na boj s ekonomickou nerovností. Dle některých politických komentátorů tím Sanders nepřímo navazuje na aktivity a cíle protestního hnutí Occupy Wall Street.

#### Zaměstnanost
Sanders chce zajistit garanci práce pro všechny práceschopné Američany, mimo jiné v kombinaci s přestavbou infrastruktury. Angažuje se v tzv. „boji za 15“, tj. kampani usilující o zvednutí minimální mzdy na 15 $/hod (ze současných 7,25 $/hod). V minulosti již vyjednal zlepšení podmínek u několika největších zaměstnavatelů, např. Amazon, Wal-Mart a McDonald's.

#### Daně

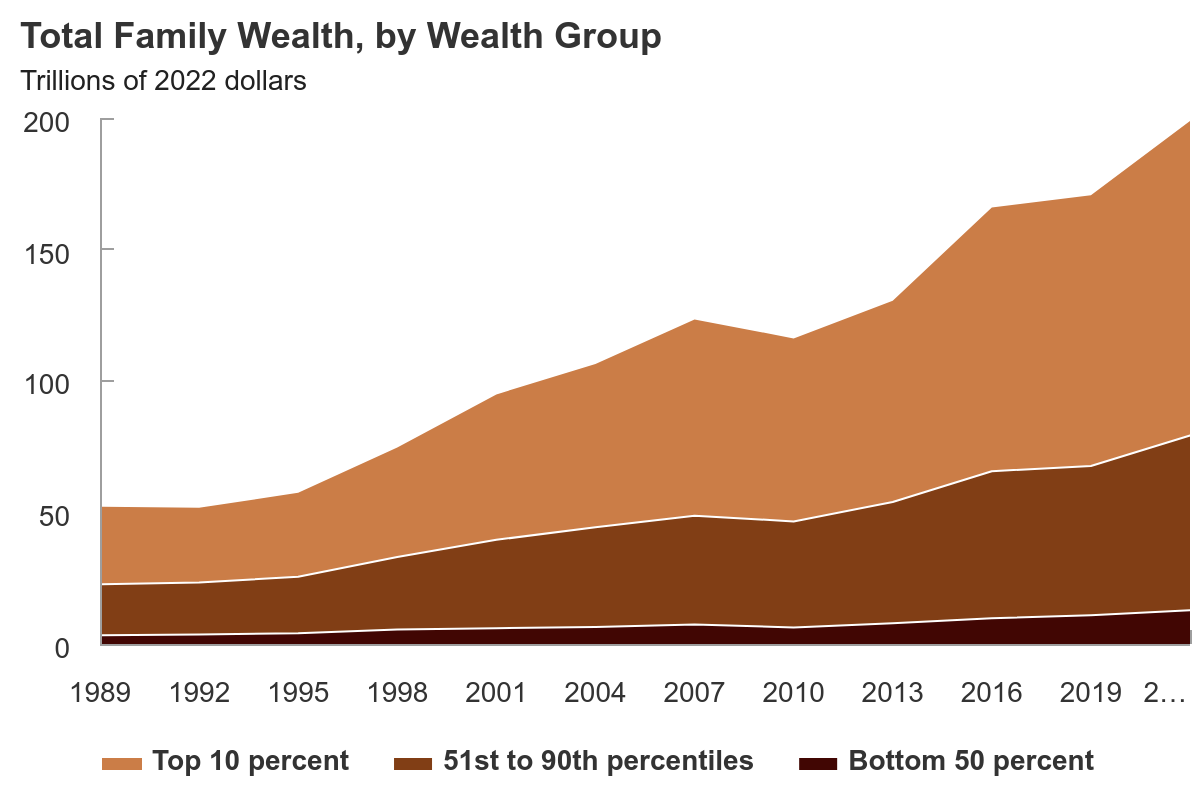
Sanders chce bojovat proti rostoucí ekonomické nerovnosti v USA. Graf ukazuje, jakým způsobem od roku 1989 bohatne nejbohatších 10 % Američanů, zatímco střední třída stagnuje nebo dokonce chudne

Je zastáncem progresivního zdanění, tedy zvýšeni daní pro vysokopříjmové skupiny a snížení pro střední třídu. Podle Sandersova návrhu by se oproti současnému stavu výrazně snížily daně pro nejchudší a střední třídu a naopak by se radikálně zvýšily pro nejbohatší jedno procento. Sandersovy návrhy by podle výpočtu ekonomů z univerzity v Berkeley vedly v případě 400 nejbohatších Američanů k efektivnímu zdanění až 97,5 procenta (v současném daňovém systému prosazeným Donaldem Trumpem je těchto 400 nejbohatších Američanů zdaněno úplně nejméně ze všech příjmových skupin ve Spojených státech, tj. 23 procenty, přičemž pro srovnání, zdanění nejchudšího jednoho procenta představuje 28 procent – viz graf). To jde v ruku v ruce se Sandersovou snahou zmírnit „nehoráznou, groteskní a nemorální úroveň nerovnosti bohatství a příjmů“. Současně by se jednalo o jeden z hlavních zdrojů, pomocí něhož by chtěl přerozdělit bohatství formou systému všeobecného zdravotního pojištění a bezplatného školství. Dle analýz Sandersova týmu by se v důsledku progresivního zdanění majetek amerických miliardářů do patnácti let zmenšil o polovinu.

#### Transparentnost a peníze v politice
Bernie Sanders podporuje zákon, který by politické kampaně udělal transparentnější a omezil vliv korporací. Vystupuje zejména proti zákonu Citizens United.
Z předvolebních debat lze vysledovat, že odstranění peněz v politice je u Sanderse nejčastějším a téměř všespojujícím tématem a problémem, který je podle jeho slov příčinou mnoha problémů, proč ve společnosti není prosazována vůle lidu. Sanders chce znovu zavést obdobu Glass-Steagalova zákona, provést audity finančních institucí, které způsobily ekonomickou krizi v roce 2007, vyšetřit, zdali svým chováním neporušily zákon a případně je dohnat k zodpovědnosti.
Co se týče peněz v politice a pro politiky (jako například fundraising na jejich kampaně od korporací), zde chce Sanders odstranit potenciální efekt quid pro quo. Důležité je pro něj anulování precedentu u případu Citizens United (de facto říkající, že finanční příspěvky jsou formou svobodného projevu, chráněného Ústavou), znovuzavedení limitu u finančních příspěvků politikům u právnických osob (v současné době mohou v USA firmy politika sponzorovat neomezeně) a snížení vlivu mediálních korporací (které mají klíčový vliv na to, jak často a v jakém světle bude ten který kandidát v médiích ukazován). Sanders byl lídrem zastánců reformy médií a odmítá zvýšenou koncentraci vlastnictví sdělovacích prostředků (konsolidace médií nebo v obecnější formě tzv. interlocking directorate).

### Zahraniční politika

#### Obchodní dohody

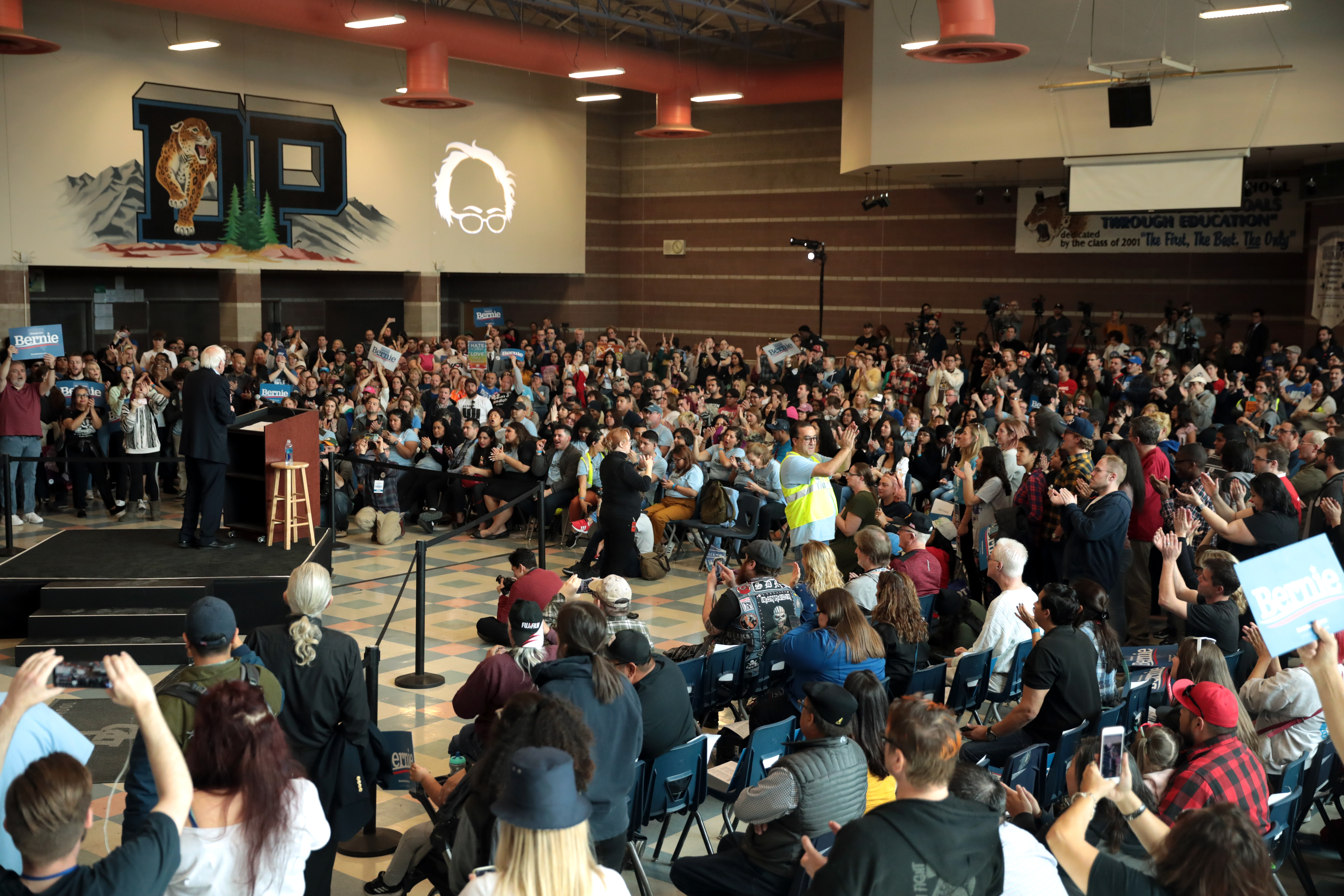
Sanders se svými stoupenci v Las Vegas v Nevadě 15. února 2020

Je silným kritikem Transpacifické a Transatlantické obchodní dohody; chce zvrátit trend odsunu výroby ze Spojených států do Číny a asijských zemí.

#### Čína
V roce 2019 Sanders kritizoval čínský komunistický režim za to, že se namísto demokratických reforem stává více a více autoritářským. Současně ale prohlásil, že Číně nelze upřít, že pro vymýcení extrémní chudoby udělala více než kterákoliv jiná země v dějinách. Ve stejném interview se pak vyslovil proto, že Čína pro Spojené státy nepředstavuje „existenciální hrozbu“ a že by s ní měly Spojené státy spolupracovat.
Téhož roku Sanders kritizoval převýchovné tábory v Ujgurské autonomní oblasti Sin-ťiang, ve kterých čínská vláda internovala více než milion muslimských Ujgurů, a tvrdé zásahy proti hongkongským demonstracím.

#### Blízký východ
Dne 3. března 2015 byl prvním senátorem, který se odmítl zúčastnit návštěvy izraelského konzervativního premiéra Benjamina Netanjahua v Kongresu pro jeho vlastní politické účely před izraelskými parlamentními volbami. Po projevu vydal prohlášení podporující diplomatické úsilí Obamovy administrativy na řešení íránského jaderného programu a litoval, že Netanjahuova řeč podle jeho názoru nenabízela alternativy, jak zabránit Íránu získat jaderné zbraně.
Sanders odmítl podepsat rezoluci amerického Senátu, která za viníka války v Gaze v roce 2014 označila palestinské hnutí Hamás, a obvinil Izrael, že během války zabil mnoho nevinných civilistů. Sanders je kritikem izraelské okupace Západního břehu Jordánu a nelegálních izraelských osad. V rozhovoru s Cenkem Uygurem z The Young Turks řekl, že mise sjednat trvalý mír mezi Izraelci a Palestinci je nesmírně obtížná, ale nelze jí dosáhnout, pokud jedna ze stran bude nerespektována nebo ignorována. Rovněž řekl, že má obavy o některá okupovaná palestinská území (pásmo Gaza), např. z hlediska více než 40% nezaměstnanosti nebo nedostatku pitné vody.
V roce 2020 odsoudil Spojené státy za zabití velitele jednotek Quds íránských revolučních gard Kásima Sulejmáního kvůli obavám z další eskalace konfliktu.